# アルタイの黄金山地

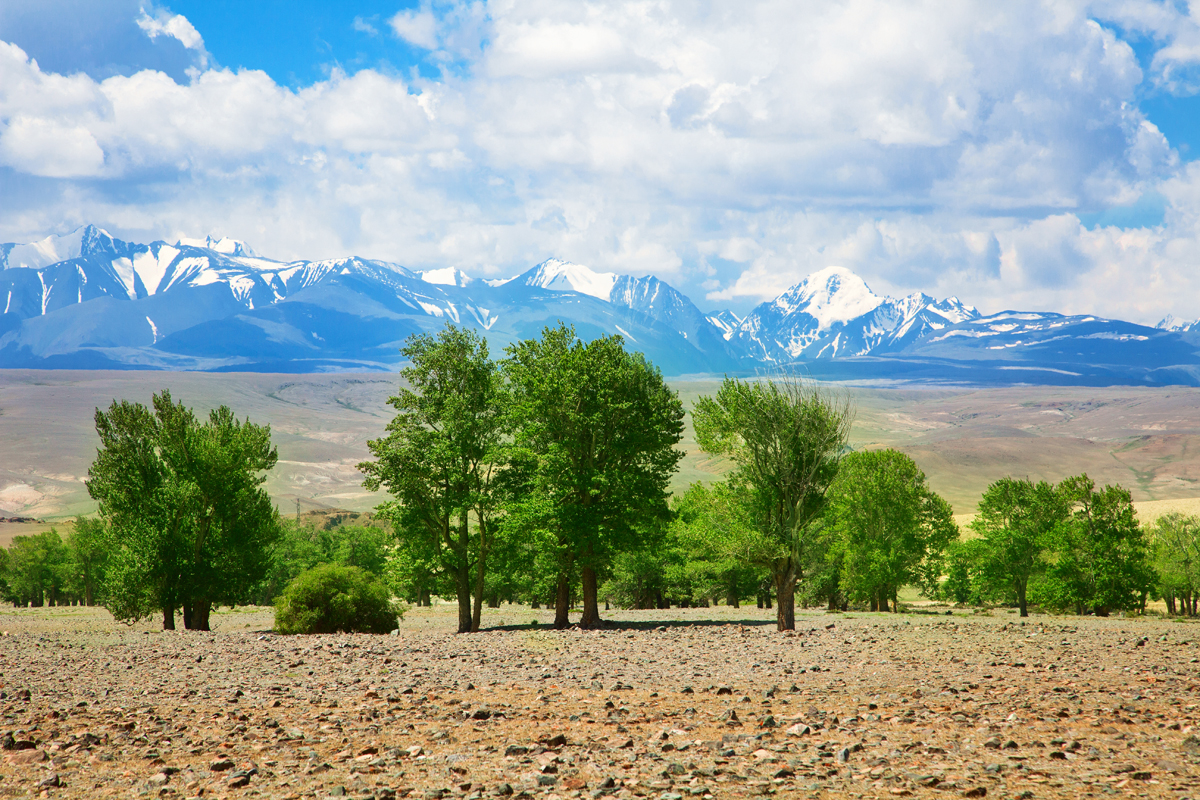
ウコク高原とベルーハ山

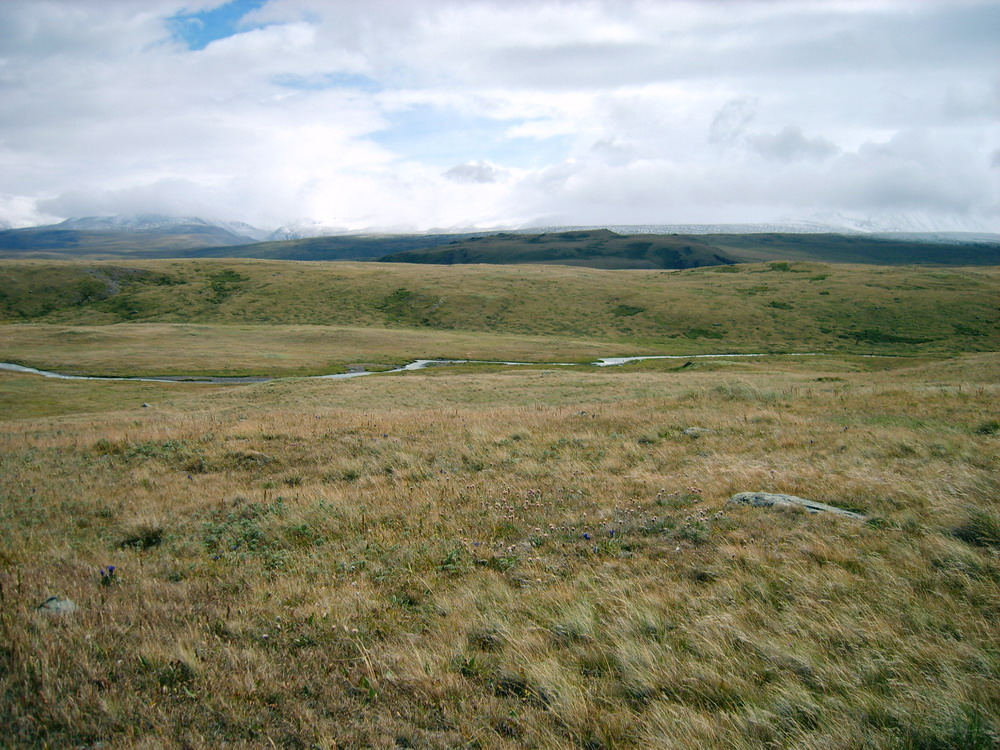
ウコク高原

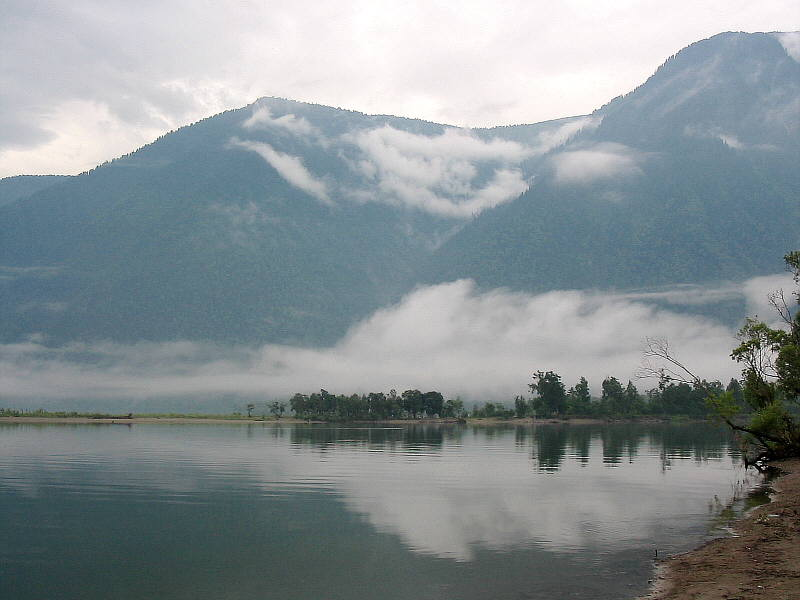
テレツコイェ湖

アルタイの黄金山地（アルタイのおうごんさんち）は、ロシアの世界遺産のひとつである。中国やモンゴルにもまたがるアルタイ山脈のうち、ロシア領内にあるアルタイ自然保護区、カトゥン自然保護区、テレツコイェ湖、ベルーハ山、ウコク高原を含む地域が対象になっている。

## 登録理由
登録にあたっては、この地方では、ステップ地域から高山植物まで実に多彩な植生の変遷をたどることができ、シベリア中央部の自然環境が良好に保存されていることなどが評価された。また、ユキヒョウ（アルタイ・サヤン地域の高山地帯のアンブレラ種）やアルタイアルガリ（盤羊の一種）といった全地球的な絶滅が危惧されている哺乳類の保護区として、ロシア領内のアルタイ山脈が持っている重要性も、あわせて評価された。登録範囲は16,175 km²に及んでいる。

## 登録名称
「アルタイ」それ自体が、中央アジアの遊牧民の言葉で「金の山」に由来する。かつては金の鉱脈で知られたことに因むものである。

## 登録対象とIUCNカテゴリー
英語の綴りは世界遺産登録名称、IDは世界遺産登録ID（ともにユネスコ世界遺産センターによる）。
- アルタイ自然保護区とテレツコイェ湖の緩衝地域（Altaisky Zapovednik and Buffer zone of Teletskoye Lake, ID768-001）
  - アルタイ共和国内で、登録面積は965,753 ha。
  - IUCNのカテゴリーは、アルタイ自然保護区が Ia（厳正自然保護区）、テレツコイェ湖が III（天然記念物）。
- カトゥン自然保護区とベルーハ山周辺の緩衝地域（Katunsky Zapovednik and Buffer zone around Belukha Mountain, ID768-002）
  - アルタイ共和国内で、登録面積は392,800 ha。
  - IUCNのカテゴリーは、カトゥン自然保護区が Ia（厳正自然保護区）、ベルーハ山が III（天然記念物）。
- ウコク高原の保護区（Ukok Quiet Zone on the Ukok Plateau, ID768-003）
  - 登録面積は 252,904 ha。
  - IUCNカテゴリーは、IV（種と生息地保護地域）。

## 登録基準
この世界遺産は世界遺産登録基準のうち、以下の条件を満たし、登録された（以下の基準は世界遺産センター公表の登録基準からの翻訳、引用である）。
- (10) 生物多様性の本来的保全にとって、もっとも重要かつ意義深い自然生息地を含んでいるもの。これには科学上または保全上の観点から、すぐれて普遍的価値を持つ絶滅の恐れのある種の生息地などが含まれる。

## 生物圏保護区
一帯には山岳、タイガ、ステップの生態系があり、ユキヒョウとアルタイアルガリのほか、オジロワシ、ハヤブサなど豊富な種類の鳥類と哺乳類が生息している。世界遺産範囲内のアルタイ自然保護区はロシアの「アルタイ生物圏保護区」、カトゥン自然保護区はロシアとカザフスタンを跨ぐ「大アルタイ越境生物圏保護区」というユネスコの生物圏保護区の一部にそれぞれ指定されている。